# 포스플레이트
포스플레이트는 광양제철소에서 생상된 신후판 재질 시험편 가공과 후판제품 창고관리 및 고순도 용융페로망간 생산 지원 업무를 수행하는 기업이다. 청년실업자, 고령자, 한부모 가장 등 사회취약계층에게 안정적이고 영속적인 일자리를 제공하는 자립형 사회적 기업이다.

## 연혁
- 2009년 10.15 포스코 재정 및 운영위원회 법인설립 승인
- 2010년 01.22 법인 설립
- 2010년 02.10 직원 채용(순천 고용센터 협조)
- 2010년 03.01 포스코 외주 용역 기본 계약 체결
- 2010년 03.16 조업 대비 착수
- 2010년 07.01 정상 조업 개시
- 2011년 03.18 창립 1주년 기념행사, (재)광양시사랑나눔복지재단 주식무상기능탈
- 2011년 05.27 사회적 기업 인증(고용 노동부)
- 2014년 07 노사문화우수기업 인증
- 2014년 09 노사문화대상 국무총리상 수상